# Olajhozamcsúcs

Az Egyesült Államok kőolajtermelése Hubbert előrejelzései (piros görbe) és a 2021-es tényleges számítások (zöld görbe) alapján millió hordó/év egységben feltüntetve. Jól látható, hogy a nem hagyományos technológiák (kőzetrepesztéses illetve olajpala-kitermelés) megjelenésével Hubbert jóslata nem pontos.

Az olajhozamcsúcs vagy röviden olajcsúcs egy vitatott elmélet a kőolaj kitermelésének időbeli tetőzéséről. Az olajhozamcsúcsot az úgynevezett Hubbert-féle csúcselmélet jósolja meg, amelyet M. King Hubbert, a Shell Oil Kutatólaboratórium geofizikusa 1956-ban alkotott meg. Az elmélet az Egyesült Államok kőolaj-kitermelésének maximumát 1965-1970 időszakra jósolta meg. Korábban úgy vélték hogy ezzel mindössze egy évet tévedett, mivel az Egyesült Államok olajkitermelési csúcsa 1971-ben volt. Az új kitermelési technológiák okán azonban az USA kőolaj kitermelése újra meredeken növekszik, ezért az olajhozamcsúcs-elmélet legerősebb bizonyítéka megdőlni látszik. Az első hasonló feltételezéseken alapuló, a világ kőolaj-kitermelésére vonatkozó, széles körben is ismert elméletet Colin J. Campbell amerikai geofizikus publikálta a Scientific American tudományos folyóirat 1998. márciusi számában.
Az 1980-as évektől kezdve mind több kutató foglalkozott a készletek kimerülésének gondolatával, ezt nevezik olajhozamcsúcs-elméletnek, vagy röviden olajcsúcselméletnek (angolul: peak oil theory). Az elmélet szerint a Föld növekvő népessége és az egy főre jutó növekvő energiaigény hatása a hatványozódó (exponenciális) erőforrás-felhasználás. Jelenleg (2008-ban) az ősmaradványi (fosszilis) erőforrások – úgymint kőolaj, földgáz és kőszén – az erőforrás-felhasználás 87%-át teszik ki, ezért az emberiség függése tőlük rendkívüli. Ám a készletek végesek, ezért szükségképpen elérünk egy csúcsot, amin túl az olajkitermelés a véges készletek miatt már nem növelhető. Ez az olajcsúcs.

## Az olajcsúcs időpontjának meghatározása
Hubbertnek az Egyesült Államok kőolajtetőzésére vonatkozó jóslatát követően, tartva attól, hogy hasonló tetőzés állhat be a világ összes olajkészletében is, az energiakutatók megpróbálták felbecsülni a világ összes tartalékát. Az első becslések nem voltak biztatóak, az összes maradék készletet 1,3 milliárd hordónak jósolták, ami – az akkori fogyasztást tekintve – nem tartott volna az ezredfordulónál tovább. Az ESSO és a Brit Energiaügyi Minisztérium 2000-re, a Shell pedig 2005-re jósolta a tetőzést. Az egyetlen akkori optimista becslés, egy abszurd szovjet elmélet híveitől származott, ami szerint a kőolaj folyamatosan keletkezik a Föld mélyében. A szakértők ezért rendkívül pesszimista jövőt vázoltak fel, világméretű recesszióról, politikai káoszról, kétségbeesett országok Közel-Kelet elleni háborújáról.
1973-ban az arab olajembargó miatt az olajvállalatok nem fértek hozzá a közel-keleti olajhoz, ezért olyan, addig kitermelhetetlennek vélt lelőhelyeket kezdtek fokozottan használni, mint az Északi-tenger és Alaszka északi partvidéke. Az olajipar óriási fejlődésnek indult, aminek eredményeként az olajcsúcs feltételezett jövőbeli időpontja is kitolódott. A mai fúrógépek akár 10-12 kilométerre is képesek lehatolni a földfelszín alá, vízszintesen is beirányozhatók, elektronikusan tudják jelezni a kőolaj és a földgáz jelenlétét. A fúrások hatékonysága számítógépek segítségével modellezhető. Mostanra csaknem bármilyen környezetben és éghajlaton lehetséges fúrásokat végezni a fagyos tundrától az óceánok fenekére lehorgonyzott olajfúró tornyokig, olyan területeken, amelyek korábban gazdaságilag ill. technikailag kiaknázhatatlanok voltak, mint például a Kaszpi-tenger, Szibéria, a venezuelai olajhomok, vagy az albertai kátrányos homok. Emellett megnövekedett az egy adott helyről kitermelhető olaj hányada. Míg a hetvenes évekbeli technikával egy mezőn a teljes készletek 30%-át tudták kitermelni, a maradék 70%-ot kibányászhatatlannak tartották, addig az újabb megoldásokkal a felszínre hozható hányad már 80%. Ez nem csak az új mezők olajhozamát növelte meg, hanem a korábban kimerültnek nyilvánított lelőhelyek további kiaknázását is lehetővé tette. Az olajkutatás terén is történtek előrelépések: a geológia fejlődése magával hozta az újabb lelőhelyek felfedezését. A geológusok felismerték, hogy olajkészlet előfordulása bármelyik folyó deltatorkolatában lehetséges (pl. Mexikói-öböl, Afrika és Brazília partjai, Kanada, Grönland). Emellett a mélyvízi kutatásokat is célravezetőnek tartják.
Hubbert eredeti előrejelzése szerint a világ olajtermelésének 2000 körül kellett volna tetőznie. Kutatásai nagy érdeklődést váltottak ki, és 1970 után több más természettudós és közgazdász is elkezdte kutatni a világ olaj- és más energiaforrásainak a termelését. R. C. Duncan 2000-ben kibővítette a tanulmányt az egy főre eső energia-felhasználás fogalmának bevezetésével, majd ennek segítségével kimutatta, hogy bár a világ energiatermelése 1979-től 1999-ig emelkedett, a világ népessége is kb. ugyanilyen mértékben nőtt. Ezek után felbecsülte az 1999-et követő évek termelését. Duncan 1979-et jelölte meg csúcsévként, és egy termelési lejtőt vélt látni 1999-ig. Ezután 1999-től egy meredek csúszást, majd 2012-től egy hirtelen esést jósolt meg a világ energiatermelésében, amit Olduvai-szurdoknak nevezett el, azért mert szerinte ugyanolyan kőkor követi az ipari társadalmat, mint amilyen az olduvai kultúra idején létezett. Duncan ugyancsak feltételezte, hogy az OPEC és nem-OPEC olajtermelő országok kitermelési görbéi keresztezni fogják egymást 2008-ban.
Duncan az ipari civilizáció kezdetét abban az évben jelöli meg, amikor az olajekvivalens energia hordó/fő-ben eléri a maximumérték 30%-át (1930), míg a végét abban az évben látja, amikor a csökkenő érték ismét 30%-ra süllyed (kb. 2030-ra). Duncan próbára tette a 2000-es előjelzését és új adatokat használt 2003-ig. A megjósolt lejtő és csúszás nem valósult meg, helyette egy hosszan elnyúló plató látszik 1979-től máig. Duncan legújabb cikkeiben előrehozta az egy főre jutó erőforrások csökkenésének kezdetét 2012-ről 2008-ra.

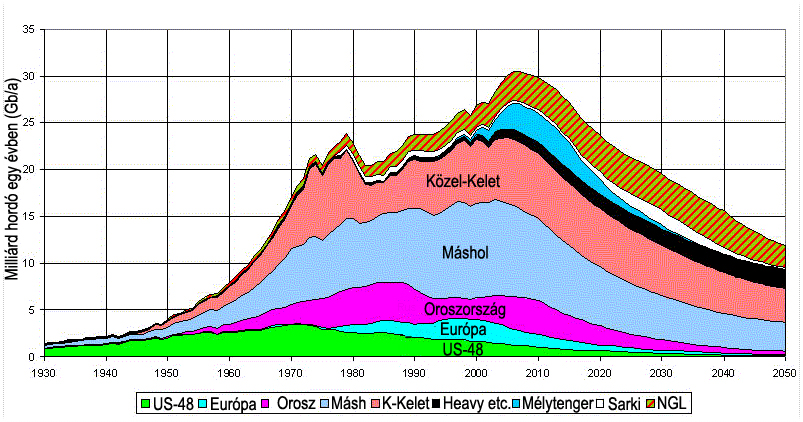
A EWG 2004-es előrejelzése alapján az olajhozam csúcsa 2006-2007-ben várható. Az ábrából az is látszik, hogy 2006-ra a jelentős lelőhelyek közül már csak a közel-keleti olaj áll saját tetőzése előtt.

Az Energy Watch Group által 2004-ben készített előrejelzés alapján a Föld olajtermelése 2050-ig a következőképpen alakul. (Jobb oldali ábra) A geofizikusok egybehangzó becslése alapján könnyen kitermelhető (azaz 1 hordó erőforrás ráfordításával 5-8 kitermelt hordót eredményező) olajból már nincs több a Földön; illetve annak esélye, hogy nagy mezők (mint például a szaúdi Ghawar, mely a világtermelés tizedét adja) már nincsenek feltáratlanul, 90%. Ezt Dale Allan Pfeiffer geológus ún. megamezőkről (amelyekben több mint 500 millió hordó olaj van és amelyekből több mint a 100 ezer hordó olaj termelhető ki naponta) szóló tanulmánya is alátámasztja. Ezek a megaprojektek – amellett, hogy biztosítják a világ kőolaj-kitermelésének jelentős részét – sokkal jövedelmezőbbek, hatékonyabbak, mint a kisebb projektek. Pfeiffer tanulmánya szerint 2000-ben 16, 2001-ben 8 nagy mezőt fedeztek fel, 2002-ben pedig már csak 3-at, és azóta egyet sem. (A felfedezéstől a beinduló kitermelésig általában hat év telik el. Amennyiben egy új projekt a már meglévő infrastruktúrát használhatja, akkor már esetleg négy év alatt megindulhat a termelés.) 2003-ban 7, 2004-ben 14 új megaprojekt kezdett termelni. A 2005-ös év volt a csúcs év, mert ekkor kezdett el termelni a legtöbb előkészületi folyamatban lévő projekt, szám szerint tizennyolc. 2006-ra ez a tempó tizenegyre lassult le. 2007-ben mindössze három új, előre megtervezett projekt indult, további másik hármat terveznek a 2008-as évre. A 2009 és 2010-es évekre pedig már egyetlen új nagy projekt sincs betervezve.
A tanulmány emellett rámutatott arra, hogy jelenleg az olajkészletek harmada már kimerülő mezőkről származik, amelyekre nagyjából állandó 4%-os csökkenés jellemző. Ennek eredményeképpen a világméretű termelés minden évben több mint egymillió hordóval csökken évente.
Egyes tanulmányok szerint a legnagyobb olajmező, a szaúdi Ghawar kútjaiban 55%-os a vízhányad. Ez azt jelenti, hogy a naponta kitermelt anyag 55%-ban abból a tengervízből áll, amit a mélybe sajtoltak, hogy kiszorítsa az olajat. A tapasztalatok szerint amikor a vízhányad eléri a 70-80%-ot, a mező összeomlik. A sietség, hogy minél előbb, minél több olajat termeljenek ki, így gyorsítja meg a mező végzetét, ami egyébként kevésbé feszített tempóban jóval tovább adna olajat. A Ghawart, a leghatalmasabb óriásmezőt több mint hatvan évvel ezelőtt fedezték fel. Önmagában százmilliárd hordóra becsülték az ott lelt olajkincset. Michael Klare tudós számításai alapján a világ kőolajigényének folyamatos biztosításához három új Ghawar felfedezésére van szükség az elkövetkező 10-15 év során.
Lehetséges a nehezen kitermelhető mezők felhasználása (olajpala- és olajhomok-lelőhelyek), de ez távolról sem olcsó (1 hordónak megfelelő erőforrás befektetése 2-3 hordó olajat eredményez). A visszaesés kezdetét a legtöbb szakértői csoport 2005 és 2012 közé tette, a legvalószínűbbnek 2008-at és 2009-et tekintik.

## A Hubbert-görbe

A Hubbert-görbe vázlata

A világ kőolaj-kitermelésének időbeli változását mutató Hubbert-görbe M. King Hubbert geofizikusról kapta nevét és az alábbi képlettel írható le:
A görbének van egy felszálló és egy leszálló ága. A felszálló ág vége és egyben a leszálló ág kezdete a görbe maximuma, az ún. „Hubbert-csúcs”. A függvény matematikai elemzése szerint mind a felszálló, mind a leszálló ág két részre osztható. A kitermelés kezdetén, amikor a rendelkezésre álló készletek korlátlan lehetőséget adnak a növekvő igények kielégítésére, a kitermelés exponenciálisan növekszik mindaddig, ameddig az igények és a kitermelés növekedése egyensúlyba nem kerül (ez az inflexiós pont). Ezt követően az igények kielégítését csak további, nehezebben kitermelhető lelőhelyek felfedezése biztosíthatja. Ezt egyre nehezebben és egyre drágábban lehet megvalósítani, így a kitermelés növekedése fokozatosan csökkenni kezd, és a növekedés a Hubbert-pontban válik nullává. A leszálló ág ismét két részre osztható, az első szakaszban a csökkenés mértéke kezdetben lassú, majd egyre intenzívebb lesz, és az inflexiós pontban éri el maximumát. Az utolsó szakaszban a kereslet is egyre jobban mérséklődik (az emberiség fokozatosan más energiahordozóra áll át), a mérséklődés üteme csökken, és a kitermelés mennyisége fokozatosan nullává válik.
A Hubbert-görbe több hasonlóságot, de ugyanakkor eltérést is mutat a normál eloszlást jellemző valószínűség-sűrűségi függvénytől, vagyis a Gauss-görbétől. Ezt úgy népszerűsítették, mint az olajkitermelés modelljét.
A Hubbert-görbe felírható egy adott olajmezőről kitermelhető olaj időbeli változására is. Egy átlagos olajmezőről hozzávetőleg negyven éven keresztül bányászható olaj, azaz a Gauss-görbe csúcsa húsz évnél van. Eleinte könnyebb és olcsóbb a kitermelés, mert kezdetben a mélyben lévő olajat a lenti gáznyomás sajtolja a felszínre. De a gáz nyomása az olaj kitermelése miatt csökken, ezért például szén-dioxid gáz, vagy víz mélybe nyomásával lehet a lenti gáznyomást növelni, és ezzel az olajat a felszínre hozni. Ha már kibányászták a kitermelhető olajkészlet felét, azaz a Gauss-görbe csúcsán vagyunk, utána a nehezebb kitermelési lehetőségek miatt az éves hozamok menthetetlenül csökkennek. A kevesebb olaj ráadásul költségesebben termelhető ki.
Egyes szakértők véleményei (2005) szerint a kőolaj-kitermelés időbeli változását egy „lapos tetejű” Gauss-görbe írja le a valóságnak leginkább megfelelően. A görbe platóját azzal magyarázzák, hogy bár a világ olajkészletének felét kitermeltük, de akarjuk tartani a kitermelési szintet és még rendelkezésünkre állnak felszabadítható készletek a raktáron. Ezzel kielégítjük a növekvő keresletet, ugyanakkor a hozam – egy-két látványos, ám rövid nekirugaszkodást leszámítva – már nem nő. Ha azonban a kitermelés időbeli alakulását egy platóval rendelkező görbe írja le, akkor a leszálló ága meredekebb lesz, mint a felszálló ága. Ez azzal magyarázható, hogy a Föld kőolajkészleteinek kimerülésének időpontját nem a kereslet, hanem a hozam szabja meg elsődlegesen. Más szóval a tetőzés utáni termelés egyre gyorsabban fogja felélni a készleteket.
Más vélemények szerint a kőolaj-kitermelési görbék összege egy hosszú stagnáló szakasszal rendelkező aszimmetrikus görbét eredményez, ami jobban hasonlít egy lognormális eloszlás sűrűségfüggvényére, mint a Hubbert-görbére. Viszont ezen feltételezés ellen szól, hogy nem vették kellőképpen figyelembe népességnövekedést és a lakossági igények fokozatos növekedését.

## Becslések a Föld kőolaj-készleteire vonatkozóan

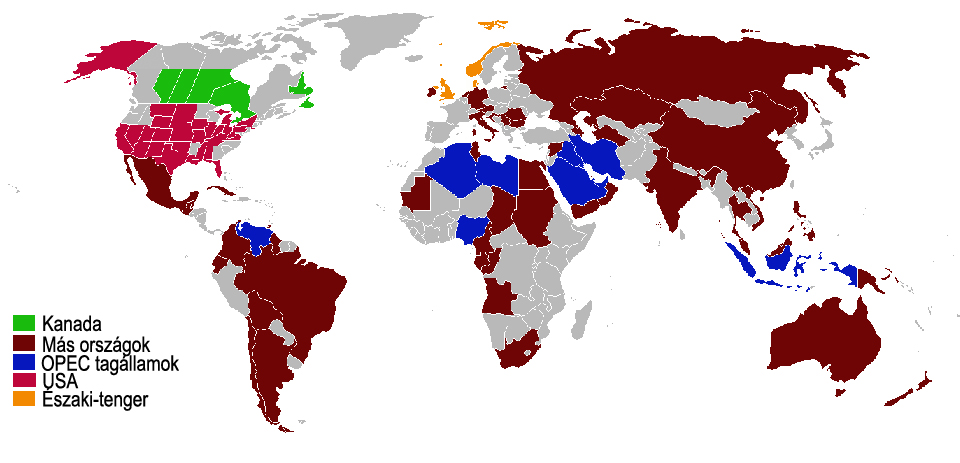
A világ olajtermelő országai: Kanada olajtermelő vidékei, egyéb olajtermelő államok, OPEC-tagállamok, az USA olajtermelő államai, északi-tengeri olajtermelő államok.

A világ olajcsúcsának megbecsüléséhez szükséges ismerni:
1. az összes termelés mennyiségét a számítási időpontig
2. a tartalékokat
3. fel nem fedezett olaj mennyiségét (feltehetőleg megállapítható a múltbeli felfedezések üteméből).

A végső olajtermelés az előbbi három érték összege. A probléma az, hogy a kutatók a szükséges becsült adatokat mindig a termelő országoktól kapják, amit azok, saját érdeküknek megfelelően gyakran manipulálnak A kőolajkészletek túlbecslésének technológiai, gazdasági és egyéb (lélektani) okai vannak.
- Túlbecsülik a készleteket az olajtermelők, ha újabb olajmezőt találnak, sokszor pedig kimerült mezőket még termelhetőnek vélnek.
- Ha a geológiai számításból arra lehet következtetni, hogy valahol a korábban gondoltnál nagyobb olajlelőhely van.
- A piac állandó nyomása, vagyis az a kényszer, hogy az olajkitermelő országok és vállalatok megfeleljenek a piac által támasztott elvárásoknak. A hatalmas készletek látszatát keltve nagyobb kitermelési kvótát kapnak, ami pillanatnyilag pénzbeáramlást jelent az országokba. A legjobban ismert eset az 1980-as évek végén történt, amikor hat legfontosabb OPEC-ország (Egyesült Arab Emírségek, Irak, Irán, Kuvait, Venezuela és Szaúd-Arábia) több mint 300 milliárd hordóval „növelte” meg addigi hivatalos becslését. Emiatt a lejegyzett tartalék készletei a duplára nőttek, amivel együtt a Föld olajhozamának tetőzése is „kitolódott” egy évtizeddel. Egyedül Szaúd-Arábia egyik napról a másikra 167 milliárdról 258 milliárd hordóra becsülte az olajtartalékát,[19] ami lehetetlen.
- A politikai erő túlhangsúlyozása, ami elsősorban az OPEC-országokat jellemzi.
- Lélektani tényező, hogy nem szeretnénk szembesülni a konkrét tényekkel.

Az OPEC-országokban a megengedett termelési mennyiség a becsült tartaléktól függ; bevételi megfontolások vezetik a készletek becslését és közlését. A becslés bizonytalanságai és az emberi manipulációk következtében a globális végső kitermelhető olaj mennyiségének becslése 2300 és 900 milliárd hordó között ingadozik. Az előbbi túlzó adatnak tartható, a legderűlátóbb olajszakértők fogadják csak el, a másik véglet pedig erősen borúlátó jóslat, de a tényekkel erős összhangban van (ld. lejjebb).
Újraszámítás céljából felhasználhatók a British Petroleum adatai és az ENSZ világnépességi adatai 1965 és 2005 között. Eszerint a kőolajkészletek régiók szerinti megoszlása: a Közel-Keleten található a kőolajkészletek 57%-a, az Egyesült Államok és Kanada együttesen birtokolja a készletek 14,5%-át, és Európában a készleteknek csupán 1,5%-a található. Amerikai szakértők, így M. R. Simmons is, a közel-keleti készleteket nagyobbra értékelik (66%), míg, az USA és Kanada készleteit csak 5%-nak tüntetik fel. Ezek az adatok extrapolálhatók az egy főre jutó jövőbeni olajtermelésre. Azt láthatjuk, hogy az olajtermelés jelenlegi platóját egy éles csökkenés váltja fel 2008-ban. Ezen előjelzés szerint a világ olaja belép az alkony korszakába.

## Az olajhozamcsúcs jelentősége
Az olajcsúcs jelentősége az egy főre jutó erőforrás-termelésben mutatkozik meg. A világ egy főre jutó erőforrás-előállítása 1979-ig növekedett. Lényegében az első olajválság (1973) idejében torpant meg, majd állt le véglegesen, de ennek nem a fogyás volt az oka, hanem az, hogy az OPEC szándékosan visszafogta a termelést.
Az olajcsúcs számos következménnyel jár rögtön a bekövetkezése után. A kitermelés csökkenése az első években 2-3% lehet, míg a világ igénye ugyanennyivel növekszik évente. Ez az olajcsúcs utáni évben már 4% hiányt jelent, amely 5 éven belül 15-20%-os be nem tömhető réshez vezet. Ebből olyan válság következik, amelyet nehezen tudunk elképzelni manapság. Az olaj adja a villamosáram-termelés 40, illetve a közlekedés erőforrásainak 90%-át. Ebből látható, hogy olaj hiányában súlyos ellátási zavarok várhatóak. A részletek kifejtése nélkül néhány lehetséges következmény:
- Az ősmaradványi (fosszilis) erőforrások adják a villamos áramtermelés döntő részét (az olaj 7%-a, a földgáz 44%-a, a kőszén 88%-a, a víz- és atomerő 100%-a erre fordítódik). Az ősmaradványi erőforrások kiesése fokozatos áramkorlátozást, illetve teljes kimaradást okoz 5, illetve 10 éven belül. Áram nélkül a mai társadalom nem képes fennmaradni, a városi életforma megoldhatatlan nehézségekbe ütközik. (A nagy 2003-as amerikai áramszünet – ami persze inkább múlott az Enronon és egyéb spekulánsokon, mint a tényleges energiahiányon – a legszemléletesebb példák arra, hogy mi történhet, ha az elektromos energia iránti igény meghaladja a kínálatot.) Nincs szállítás, az élelmiszer nem jut el a városokba (a szállítás 90%-a olajalapú); áram nélkül megszűnik a vízellátás, a tájékoztatás és a hírközlés. Mivel a fejlett világ a kapcsolattartásra egyre jobban a világhálót és a hordozhatótelefon-rendszert használja, ezért ez a terület is komoly visszaesést fog elszenvedni.[24]
- Előbb-utóbb bevezetik az olaj- és benzinjegyet, a szénhidrogénekből előállított termékek pedig hiánycikkek lesznek.
- Olaj hiányában a műanyaggyártás (mely az élet egyre több területén kizárólagos, és az anyagforgalom felét teszi ki) megszűnik.
- Ősmaradványi erőforrások nélkül nem lehet műtrágyákat és vegyszereket előállítani. A gépek is leállnak, mindez együtt a zöld forradalom utáni mezőgazdaság végét jelenti. A termésátlagok a harmadukra-ötödükre esnek vissza, attól függően, hogy éppen milyen talajról van szó.[25]
- A növekvő erőforrásárak miatt pénzromlás lép fel, mely többé nem áll meg. A folyamatot gazdasági válság és munkanélküliség követi, mely a fogyasztói társadalom bukásához vezethet.
- Az összeomlás sorrendje egyes nagyon pesszimista forgatókönyvek szerint: az erőforrás-kínálat csökken, a gazdaság zsugorodik, a közegészségügy, mint a legdrágább és legkifinomultabb ágazat, összeomlik, ezt követik a zavargások, járványok és éhínségek. A fejlődő világban a zöld forradalom utáni mezőgazdálkodás megnövekedett termésátlagai a népesség növekedését is maguk után vonták. Amikor ezekben az országokban az erőforráshiány miatt visszaesnek a termésátlagok, továbbá összeomlik a gazdaság, a valószínűségre hagyatkozva egy embernek 1/5=20% esélye lesz élelemhez jutni[24][26] és 50-60% esélye lesz túlélni a járványokat és zavargásokat, azaz összesen 85-90% eséllyel nem maradhat életben. Az egész harmadik világ népességére nézve ez mintegy 4-4,5 milliárd ember halálát jelentheti majd, körülbelül 2040-ig bezárólag. Az észak-koreai nagy éhínség, és több millió ember halála éppen annak köszönhető, hogy Kína már nem hajlandó olcsón földgázt szállítani Észak-Koreának, amely így nem képes műtrágyát gyártani. A termésátlagok visszaesését éhínség követte, melyben 3 millió ember halt már meg, és további 4-5 millió áll az éhhalál szélén. Észak-Korea az olajért cserébe még atomprogramját is feladta 2007 elején.[27]

A további elemzések szintén borúlátóak. Paul Roberts, a Stanford Egyetem közgazdaságtan tanszékének tanára, akinek nevéhez több ismeretterjesztő könyv is köthető a tárgykörben, így nyilatkozik az előttünk álló olajválságról:
Az utolsó három alkalommal, amikor az olajtermelés drasztikusan csökkent – az 1974-es arab embargó, az 1979-es iráni forradalom és az 1991-es öbölháború idején –, az emiatti áremelkedés világméretű recesszióhoz vezetett. Ráadásul mindezek csupán ideiglenes megtorpanások voltak. A tartós csökkenés vélhetőleg sokkal katasztrofálisabb következményekkel járna. Az árak emelkedésével a fogyasztók hamar átállnának más üzemanyagokra, például földgázra vagy szénre, de egyhamar azoknak a készletei is megfogyatkoznának, az áruk pedig megemelkedne. Csakhamar infláció állna elő. Amint az energiaárak egyre emelkednének, velük drágulnának az olyan, energiától függő tevékenységek, mint az ipar és a szállítás. A kereskedelmi tevékenység lelassulna, és a világgazdaságnak a gyors növekedésen alapuló szeleteiben (amivel ma már csaknem mindent jellemezhetünk) visszaesés következne be. Megdrágulnának az áruk és a szolgáltatások is, végül visszaszorítanák a gazdasági keresletet, s ez akkora válsághoz vezetne, amelyhez képest 1929 vidám kosztümös próbának tűnne, s megindulhatna az egyre kétségbeesettebb (és feltehetően egyre könyörtelenebb) hajsza a maradék olajért.

## Előrejelzések a csúcsra és a kőolajkitermelés jövőbeli alakulására vonatkozóan
Szakértői előrejelzések, politikusok véleményei:
A Foreign Policy című amerikai folyóirat kérdéseket tett fel Matthew Simmonsnak, aki az energiaipar befolyásos befektetési bankára és az olajcsúcs elmélet egyik szószólója.
Az elmélet szerint az olajkitermelés egy ideig rohamosan nő, de utána törvényszerűen csökken. A nagy kérdés az, hogy globálisan – és a világ nagy kőolaj-kitermelőnél egyenként – mikor következik be a „peak oil”.
A Cambridge Energiakutató Egyesület (CERA) szerint a világ kőolajtermelése a jelenlegi napi 85 millió hordóról 2010-re akár 101 millió hordóra nőhet, az olajcsúcs bekövetkeztére pedig legfeljebb 2020 után lehet számítani. Simmons szerint a CERA ezt a becslést arra alapozta, hogy legalább harminc új olajmező megnyitását vette számításba, s ezekhez megfelelő adatokat is mellékelt; számolt további tíz új olajmezővel is, de azoknak a termelését csak közelítőleg mérte fel. Az előrejelzés ellen szól, hogy nem vették figyelembe a már meglévő olajmezők termelésének törvényszerűen bekövetkező hanyatlását.
A Magyar Geológiai Szolgálat (MGSZ) Magyarország ásványi nyersanyagvagyona 2005 című jelentésében a Föld feketekőszén, barnaszén és lignit ipari ásványvagyonát 984 453 Mt-ban, az ipari kőolajvagyont 162 Mrd t-ban, ipari földgázvagyonát 155,78 Tm³-ben, maximum 130 USD/kg költséggel kitermelhető uránércvagyonát 3182,5 kt-ban adja meg. Arra vonatkozóan, hogy a Föld szénhidrogénkészletei mennyi időre elégségesek, számos becslés készült. Büki Gergely szerint
Jelenleg kőolaj esetén az ellátottság 50–60 évre tehető, földgáz esetén nagyobbra, 70–80 évre becsülik.
Az FFEK (Fenntartható Fejlődés Egyetemközi Kutatócsoport) szerint 2006-2007-re tehető az olajcsúcs elérése.
A Hirsch-jelentés (SAIC = Science Applications International Corporation) alapján összefoglalható a hozamcsúcs előrejelzett időpontja különböző szakértők szerint:
| Előrejelzett dátum            | Az előrejelzés forrása                      |
| ----------------------------- | ------------------------------------------- |
| 2006-2007                     | Bakhitari                                   |
| 2008                          | Richard C. Duncan                           |
| 2006-2007                     | EWG                                         |
| 2007-2009                     | Simmons                                     |
| 2007 után                     | Skrebowski                                  |
| 2009 előtt                    | Deffeyes                                    |
| 2010 előtt                    | Goodstein                                   |
| 2010 körül                    | Campbell                                    |
| 2010-2020                     | Laherrere                                   |
| 2016                          | EIA (International Energy Agency)           |
| 2020 után                     | CERA (Cambridge Energy Research Associates) |
| 2025 vagy később              | Shell                                       |
| Nincs a jövőben látható csúcs | Lynch                                       |

Egyes szakértők szerint a szaúdi kitermelés 2006-ban tetőzött, így a szócikk második ábrája alapján a Föld elérte a hozamcsúcsot. A szaúdi olajmérnökök attól tartanak, hogy
Náluk máris bekövetkezett a tetőzés. Ha pedig ez igaz, akkor az egész bolygó is túl van már rajta.

## Kőolaj-kitermelés
A WEO (World Energy Organization) olaj- és szénjelentése szerint az összes nehezen kitermelhető kőszénmennyiség 50 évre elegendő.
| 2018        | 2014         | 2013   | 2005   | 2004       | 2003   | 2000                      | 1999               | 1997  | 1988                 |
| ----------- | ------------ | ------ | ------ | ---------- | ------ | ------------------------- | ------------------ | ----- | -------------------- |
| Irak        | Szaúd-Arábia | Kuvait | Kína   | Ausztrália | Mexikó | Norvégia                  | Egyesült Királyság | India | Franciaország        |
| 1987        | 1979         | 1974   | 1973   | 1970       | 1970   | 1970                      | 1966               | 1932  | Források             |
| Oroszország | Nigéria      | Irán   | Kanada | Venezuela  | Líbia  | Amerikai Egyesült Államok | Németország        | Japán | [ 34 ] [ 35 ] [ 36 ] |

Az olajkitermelés gyorsított üteme negatívan hat a kitermelhető mennyiségre. Az olajat a tárolóréteg nyomása hozza a felszínre. Gyors kitermelés esetén ez a nyomás egyre csökken, s végül „mesterségesen”, víz beinjekciózásával vagy másként kell fokozni a nyomást. Ez a költségek növelése mellett azt eredményezi, hogy a tárolókban sok olaj marad. Látványos példa erre az északi-tengeri Brent olajmező, ami az 1980-as évek elején érte el olajcsúcsát napi félmillió hordóval. Ez a mező ma napi ötvenezer hordót termel. Az ománi Jibal mezőn a Shell harminc százalékkal növelte volna a kitermelést. A Jibal mező olajcsúcsa 1997-ben napi 225 ezer hordó volt, most napi negyvenezret hoznak a felszínre.

## Népesség és kereslet

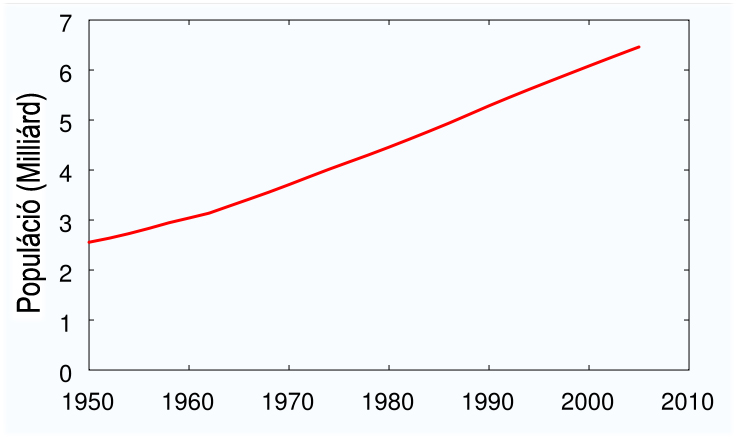
A világ népességnövekedése

A Föld népessége folyamatosan nő, 2007 végére átlépte a 6 és fél milliárdot. Ha az egy főre jutó erőforrások nagyságrendje állandó is, az erőforrások iránti igény a népesség növekedése miatt folyamatosan nő. A világ népessége 2030-ra várhatóan az 1980-as évhez képest megkétszereződik és egyre iparosodottabb és olajfüggőbb lesz, ha minden így folytatódik tovább. Azonban az olaj és más ősmaradványi (fosszilis) erőforrások kimerülése miatt a népesség valószínűleg egy tetőzés után csökkenni kezd.
Richard E. Smalley 2003. szeptember 23-án tartott előadásában kifejtette, hogy az erőforrás-válság mellett a népességnövekedés a legnagyobb probléma. Véleménye szerint a fenntartható fejlődés csak kisebb népesség mellett valósítható meg.
Az energiahiány a legnagyobb gond. Érdekes módon ha sikerülne megoldani az energiaproblémát, akkor a többi (víz, étel, környezet… stb.) szintén megoldódna. Egy kivétel van: a népesség. Ez is egy olyan paraméter, ami megoldaná a gondokat. Ha kb 1 milliárd ember lenne a Földön, és tartaná az emberiség ezt a lélekszámot, akkor ez is megoldaná a problémák nagy részét – de ez is csak azért tudná megoldani a problémákat, mert kevesebb ember kevesebb energiát igényel, és az 1 milliárd az a lélekszám, ami lehetővé teszi a Földön a fenntartható fejlődést – legalábbis a jelenlegi tudásunk szerint.

## Az Olduvai elmélet
Richard C. Duncan amerikai tudós – többek között a Föld szénhidrogén-készleteinek végességére alapozva – 1989-ben becslést tett az ipari civilizáció várható élettartamára. Ezt egy mérhető index, a világ egy főre jutó energiafelhasználása segítségével határozta meg. Ennek csúcspontját 1990-re tette, amit folyamatos hanyatlás követ. Ez a tanulmány csak kvalitatív jellemzésnek tekinthető, amit hat évvel később kvantitatív leírással is kiegészített. Duncan összefüggést állított fel az ipari civilizáció fejlettsége, valamint a világ évi energiafelhasználásának és a világ népességének hányadosa között. Ez a feltételezés az „olduvai elmélet”, vagy más néven „átmeneti impulzus-elmélet”. Az „olduvai elmélet” elnevezés onnan ered, hogy az 1950-es évek óta a tanzániai Olduvai-árok erősen összekapcsolódott az ember eredetével és kőkorszaki életformával. E tanulmányban az „olduvai elmélet” egy metafora. Ez várható visszatérésünket sugallja a kőkorszaki életformához. A tanulmány szerint az „ipari civilizáció” magában foglalja az összes tőkebefektetést és az olyan nemzetközi kereskedelmi egyezményeket, mint a GATT, EU, és NAFTA; a „világ energiafelhasználása” magában foglalja a kőolajat, földgázt, szenet, atomenergiát és vízenergiát. (Az energia- és népességadatok több forrásból származnak, például az ENSZ kiadványaiból.)

## Bizonytalanságok az olajcsúcs-elmélettel kapcsolatban

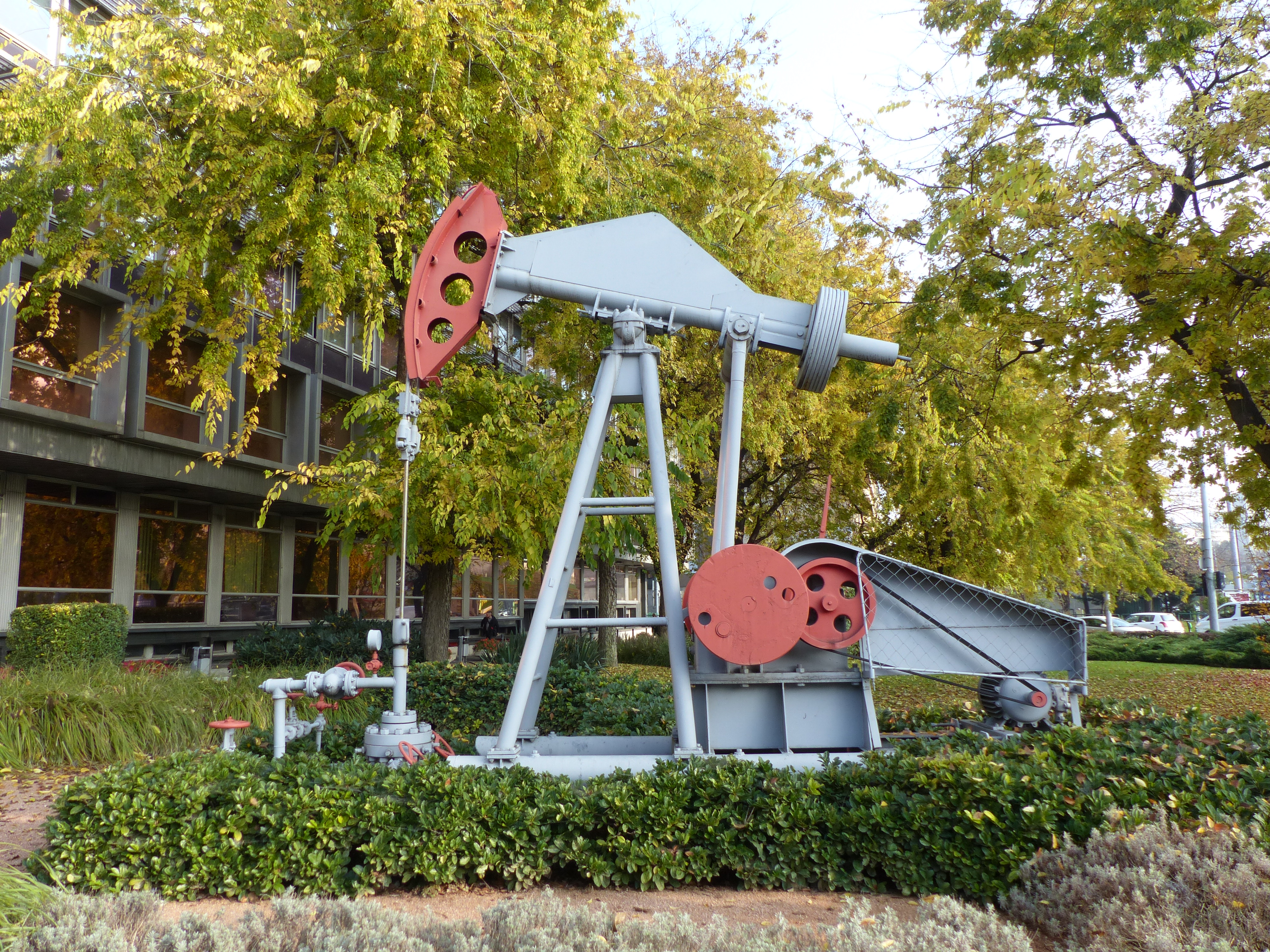
Olajkút a MOL központja előtt

1. Hubbert az elméletének megalkotásakor nem számolt a nemhagyományos telepekből kinyerhető szénhidrogén-készletekkel. Ezek drágábban, és még nem elég hatékonyan művelhető teleptípusok (Kanada, Venezuela: olajhomok, USA: olajpala stb.), amelyek a szénhidrogén készletek tekintélyes hányadát teszik ki. Bár ezek hatásfoka törtrésze a könnyen kitermelhetőnek, bizonyíték erre a WEO olaj- és szénjelentése, ami szerint az olajpala és homok esetében 2:1 az energiamegtérülés.
2. A legtöbb – a Föld kőolaj-kitermelésének tett – előrejelzés figyelmen kívül hagyja a metán-hidrát-készleteket.
3. A szakirodalomban megjelenő, az ásványi nyersanyagok és ezen belül a szénhidrogének készleteivel kapcsolatos, információk és vélemények – a magas szakmai színvonal ellenére – többnyire igen ellentmondóak. A bizonytalansági tényezők figyelembevételével megállapítható, hogy 90-95% valószínűséggel tudjuk, hogy mennyi ősmaradványi erőforrás van a föld alatt. A bizonytalanságok oka a következőkben keresendőek:
- A valós készletek kiszámításakor technikai korlátokba ütközünk. A Föld mélyét csak néhány ponton tudjuk fúrásokkal, aknákkal vagy bányászati létesítményekkel kutatni. Ez főként szénhidrogéntelepek esetében van így, amelyek feltárása költséges és technikailag nehézkes. E telepekben a földgáz, a kőolaj és a víz a földtani folyamatok által meghatározott rendben helyezkedik el. Ezek térbeli helyzete és egymáshoz való viszonya, valamint a tároló kőzet tulajdonságaitól függ, hogy a mélyben levő teljes szénhidrogénkészlet mekkora hányadát lehet kitermelni. Francia szakértők szerint ez ma globális átlagban mintegy 35%.[41] Feltételezik, hogy műszaki fejlesztéssel ez az arány mintegy 45%-ra lesz növelhető.
- A készletek egyértelmű mennyiségi meghatározásának elvi matematikai korlátai vannak. A készletszámításokhoz eddig alkalmazott determinisztikus és sztochasztikus (valószínűségi) módszerek – elvi matematikai korlátaik miatt – nem teszik lehetővé, hogy egyértelmű becslést adjunk a készletek mennyiségére. Legjobb esetben minimum, maximum és valamilyen átlagértéket adnak meg. Egyes készletekhez valószínűségi értékeket rendelnek 5 és 95% között, nem közölve e számítás matematikai hátterét. Mindezek ellenére ma már léteznek olyan új matematikai módszeregyüttesek, amelyek képesek nagy bizonytalanság mellett is korrekt eredményeket szolgáltatni. Ilyen a bizonytalan halmazok elmélete (fuzzy-set theory), vagy a Dempster-Shafer-elmélet. A készletek mennyiségi meghatározását tovább bonyolítja, hogy a készletbecslések eredményeit világszerte különböző módon mutatják be. Legtöbbször hordóban (barrel), de számos esetben köbméterben, illetve tonnában adják meg a kőolajkészleteket. Ha hordóból tonnára akarják a készleteket átszámolni, úgy a kőolaj sűrűségét is figyelembe kell venni, ami igen különböző lehet (közelítőleg: 1 tonna – 7 hordó). Földgáz esetében többnyire Tm³-ben (T = tera) adják meg a készleteket, de egyes szerzők ún. „kőolaj-egyenértékkel” számolnak anélkül, hogy az átszámítás módját közölnék.
- A készletszámításokkal kapcsolatos fogalmaknak nincsen egységes rendszere és nevezéktana, az elfogadott készletosztályozás országonként eltérő.[42]
- Az olajhozamcsúcs pontos időpontjának megállapítását nehezíti, hogy nem ismerjük pontosan a világ teljes olajkészletét, nem tudjuk, hogy ebből mennyit használtunk fel, és mennyit fogunk ezután (a jelenlegi energiaigényt előrevetítve) felhasználni. Azt már meglehetősen pontosan tudjuk, hogy mennyit használtunk fel eddig: 875 milliárd hordót, de hogy mennyi lehet a földben az találgatás tárgya. Amikor arról beszélünk, hogy mennyi olaj maradt még a földben, akkor kétféle olajról beszélünk, a már felkutatott, illetve a még ismeretlen készletekről. Az előbbi a megtalált, de még ki nem termelt készleteket foglalja magában, ezek a területek általában egy olajtársaság vagy egy olajország tulajdonát képezik. Az USA olajügyekben mérvadónak ítélt geológiai felügyelete (USGS – U.S. Geological Survey) szerint a megtalált olajkészlet még mintegy 1,7 billió hordónyi, amelynek a fele a Közel-Keleten található. (Ebben a becslésben benne van a felkutatott készletek mintegy 1 billió hordója valamint még 700 milliárd feltételezett hordó még fel nem kutatott, vagy otthagyott de nem teljesen kiaknázott területek.)[43] Az ismeretlen olajmezők azok, amelyek létezését próbafúrásokkal még nem igazolták. Ilyen lelőhelyek elvileg szerte a világon létezhetnek, bár egyes területek gyanúsabbnak tűnnek a többinél. Ilyenek például Szibéria, Nyugat-Afrika keleti partvidéke, a Kaszpi-tenger melléke. Az USGS szerint ezek a készletek 900 milliárd hordó olajat rejtenek. Az USGS a fenti, kétféle készletre tett becslése összeadva 2,6 billió (2600 milliárd) hordó olajat tesz ki, ezek alapján az olajhozam tetőzését 2025-2030 körüli időpontra teszi.

Köztudomású azonban, hogy a szakértők többsége nemhogy az USGS számait tartja túlzónak, hanem már-már az USGS hitelét kérdőjelezi meg olajügyekben. A pártatlan és éppen ezért megbízhatóbbnak ítélhető EWG (Energia Kutatócsoport) adatai alapján a legderűlátóbb készletbecslés sem több 900 milliárd hordónál, ami az eddig a Földön felhasznált 845 milliárd hordó fényében lényegében a hozamcsúcs biztos jelének tekinthető. A lejjebb közölt – az olajhozamcsúcsot különböző szakértők által előrejelző – táblázat is az inkább túlontúl derűlátó becslések közé helyezi az USGS adatait.
Szintén az USGS előrejelzései ellen szól, hogy túl nagyra becsüli a még ki nem aknázott lelőhelyek olajhozamát. Nem valószínű ugyanis, hogy sok olyan hely van a Földön, ahol elvileg még lehet olaj, de az olajtársaságok még nem keresték. Az olaj nem véletlenszerűen fordul elő a Földön, a kialakulásához szükséges feltételek vagy megvannak valahol, vagy nincsenek meg. Az olaj keletkezéséhez elengedhetetlen feltétel, hogy keletkezzen egy szerves üledékréteg, amelyből olaj és gáz keletkezik. Ezt egy szivacsos szerkezetű réteg követi, amelynek az olaj számára átjárhatónak kell lennie. Majd legfelül egy sűrűbb anyagból álló réteg is, amely magába zárja és így létrehozza az olajmezőt. Emellett a rétegeknek adott hőmérsékletűnek és adott korúnak kell lennie, hogy lehetővé tegye a kőolaj kialakulását.
Ismét az USGS előrejelzései ellen szól – hogy más, pesszimistább előrejelzésekkel ellentétben – az olajhozamcsúcs megállapításánál nem számol a nehezen kitermelhető készletekkel.
- A közgazdászok döntő többsége azzal érvel, hogy az olajkitermelés inkább a gazdaságtól és a politikától függ, mint attól, hogy mekkora készletekkel rendelkezik a Föld. Szerintük a technológiai újítások közbe fognak szólni, s a kitermelés üteme tovább fog növekedni. Azonban még a legjobb esetben is a század közepére biztos, hogy a világ olajkitermelése tetőzik. Az addig hátralévő idő meglehetősen kevés, tekintetbe véve, hogy addigra az Egyesült Államoknak termelése 40%-át más energiaforrásokkal kell helyettesítenie.
- Egyes szakértők véleménye szerint[45] a kőolaj-kitermelés jövőbeli alakulására nem lehet biztos prognózisunk, mert előfordulhat, hogy a kőolaj kitermelésének energiaigénye olyan mértékben felszökik, hogy több befektetett energiát igényel, mint amennyi kinyerhető. A kereslet megszűnését nem csak a készletek végessége gyorsítja, hanem az a tény is, hogy a nehezebben kitermelhető forrásokból való kitermelés költségesebb. Ez azt eredményezi, hogy egy bizonyos időponttól kezdve egyáltalán nem fognak olajat kitermelni. Ez a kitermelési görbe éles levágását jelenti.

## Kőolajár és világpiac
A legdrágábban kitermelhető olaj ára jelenti azt a legmagasabb árat, amelyet még valaki hajlandó megfizetni a kőolajért. 1974 és 2000 között az Északi-tengerből kitermelt Brent-féle olaj kitermelése volt a legköltségesebb. Ez ekkor hordónként 12-14 dollár körül ingadozott. A kőolaj ára nemzetközi ár, tehát a világpiaci ár és kereslet függvényében alakul. Az egyes belföldi árakat ebből származtatják.

### A volt szovjet kőolajpiac
A társaságoktól alacsonyabb áron vették át a kőolajat, mint amennyi a nemzetközi ár volt (rubelben számolva). Ez pazarláshoz vezetett. Nem történtek meg a szükséges beruházások sem az olajiparban.

### Az amerikai kőolajpiac
Az Egyesült Államokban központi árszabályozást vezettek be. A finomítók a belföldön kitermelt kőolaj árának és az importált olaj árának súlyozott átlagát vették alapul, amikor meghatározták a különböző kőolajszármazékok és üzemanyagok árát. 1981-ben adták föl ezt a politikát, miután gazdaságilag tarthatatlannak bizonyult.

### A magyar kőolajpiac
A magyar kőolajpiac várható alakulásáról.
A magyarországi fűtőolaj kereslet-kínálat elemzése: Magyarország kőolajtermelése a 80-as évek közepén érte el a csúcspontot, azóta folyamatosan csökken. A kőolaj- és gázkondenzátumok termelése 1993-ban 2,16 millió tonna volt. Ez a nyersolaj iránti kereslet 27%-át fedezte, ami 1%-kal kevesebb volt, mint 1990-ben, amikor 2,36 millió tonna volt. Az olajtermelés várhatóan tovább fog csökkenni, ahogy fogynak az ismert készletek. Új lelőhelyek feltárása javíthat ezen a trenden, habár szakértői vélemények szerint nagyobb előfordulások megléte valószínűtlen. Erre a nagyon extenzív kutatások nem túl biztató eredményeiből lehet következtetni. Ennek ellenére koncessziós tendert írtak 1993 novemberében szénhidrogén kutatásra és termelésre, valamint szénbányászatra, amely tenderen több nyugat-európai társaság vett részt.

## Megoldási lehetőségek a hagyományos erőforrások kiváltására
Minden egyes megújuló erőforrás elkészítése, és/vagy fejlesztése hagyományos erőforrásokat, így olajat köt le. Ezt az állítást részletezi a szócikk az alábbi esetekben. Ez azért fontos, hogy lássuk: az olaj hozamcsúcsa után nem remélhető úttörő erőforrás felbukkanása.

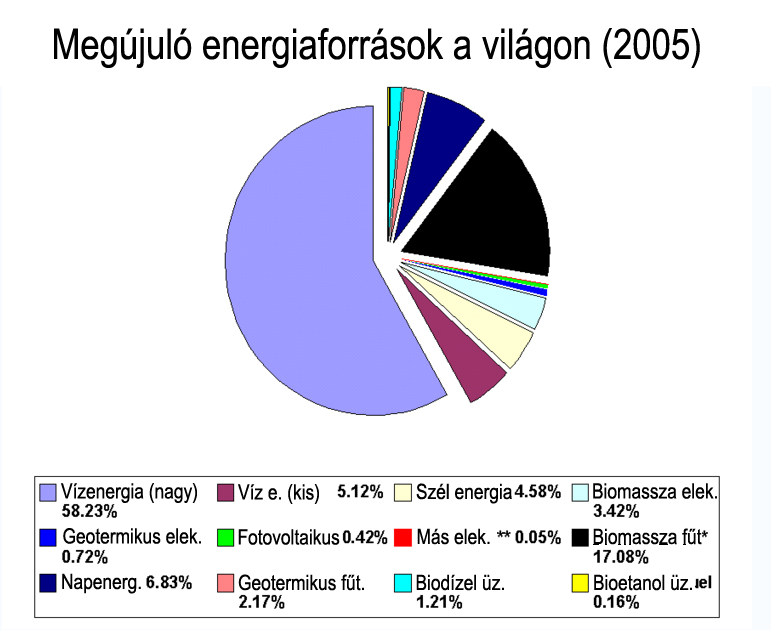
A megújuló energiaforrások aránya 2005-ben

### Megújuló energiaforrások
Felmerül a kérdés, miért jelent ez gondot, ha már rendelkezésünkre állnak a megújuló energiaforrások is? A kőolaj adja a villamos áram termelés 40, ill. a közlekedés erőforrásainak 90%-át, vagyis energiaigényünk jelentős részét ősmaradványi (fosszilis) energiahordozókból fedezzük. A megújuló energiaforrásokat sokkal kisebb arányban használja az emberiség. Az Egyesült Államokban például az igényeknek mindössze 6%-át elégítik ki a környezetbarát megoldások. Az előrejelzések szerint pedig a globális energiaszükségletek a jelenlegi évi 13 terawattóráról 30-60 terawattóra közötti éves szintre kúsznak majd fel a század közepére. Annak érdekében, hogy ezt az óriási igényt megfelelően ki lehessen elégíteni, a megújuló energiaforrásoknak sokkal nagyobb mértékben kell majd részt vennie a termelésben, s lassanként át kell venniük az ősmaradványi (fosszilis) tüzelőanyagok szerepét. Az alternatív energiaforrásokra való átállásnál nem csak az energiaigények folyamatos biztosítása, hanem az áttérés gyorsasága is lényeges, vagyis vegyük tekintetbe az olajkitermelés tetőzését. Ugyanis az alternatív energiaforrásokat lehetővé tevő műszerek legyártása hagyományos energiaforrásokat köt le. Fontos továbbá, hogy az alternatív energiaforrásokat a leghatékonyabban használjuk. Jelenleg nem ismerünk olyan alternatív energiaforrást, amelynek hatásfoka vetekedne az ősmaradványi (fosszilis) energiaforrások bármelyikével.
Ha nem számolnánk a fenti problémákkal, az ősmaradványi (fosszilis) energiahordozókról más energiaforrásokra való áttérés önmagában is gazdasági nehézségeket okozna. Paul Roberts amerikai közgazdász így vélekedik erről:
A történelem folyamán eddig minden ilyen váltás kínkeservesnek bizonyult. Mind a fáról a szénre, mind a szénről az olajra történő váltás gazdasági és politikai válságot idézett elő. (Az előbbi a XVI. századi Angliában például kis híján forradalomhoz vezetett) Ezek ráadásul lassú, több évtizedig tartó átmenetek voltak. Mivel az energia mai infrastruktúrája egyre inkább összefonódik a globális gazdasággal, politikával, és kultúrával a most esedékes váltás még nagyobb válságot fog előidézni.
A kőolaj energetikai hasznosítása mellett a vegyipari hasznosítása is lényeges. Míg az előbbi elvben kiváltható – égéstermékek légkörbe bocsátása nélkül – alternatív energiaforrásokkal, utóbbi viszont rövid távon nem váltható ki (Például míg benzint viszonylag könnyen elő lehet állítani kőszénből, de ugyanez a műanyagokkal már nem ilyen egyszerű, és mindemellett terheli a környezetet.

#### Szélenergia
A megújuló energiaforrások közül a legkevésbé költséges. Világszerte a működő szélerőművek több mint 40 milliárd wattot szolgáltatnak, kilowattóránként mindössze 4,5 centért. A szélerőművek alkalmazásánál probléma, hogy nem emelhető könnyen a toronyra eső teljesítmény, mivel a költségek a magassággal nem egyenes arányban növekednek. Továbbá lehetetlen a villamos hálózat szélerőművekre alapozása, ugyanis a fogyasztási szokások csúcs- és alaperőműveket egyaránt igényelnek.
Az elmúlt néhány évtizedben jelentős tudás halmozódott fel a szélenergia integrálásával kapcsolatban, az összkép azonban nem ilyen biztató. A szélenergia – hasonlóan a napenergiához – csak bizonyos körülmények között áll rendelkezésünkre: a szél eléggé megbízhatatlan energiaforrás, hol fúj, hol meg nem. Ez különösen igaz a kontinentális éghajlati területekre, mint például Magyarországra. A tengerpartok ebből a szempontból sokkal ígéretesebbek, ezért az új erőmű-telepítések zömét ilyen területekre tervezik. A szélenergia alkalmazásánál probléma, hogy egy adott helyen, állandónak tűnő szél esetén is, a légáramlás turbulens természete miatt egy szélgenerátor energiatermelése nagymértékben ingadozik. A mérések szerint még egy több tucat generátorból álló, optimális széljárású helyen felépített erőmű átlagos teljesítménye sem haladja meg a névérték ötödét, ami jelentős beruházási többletköltséggel jár. Emellett a hagyományos elektromos elosztóhálózatokat stabil üzemű erőművekre tervezték, ezért sok helyen komoly gondot jelent a szélturbinákhoz hasonló, erősen ingadozó források integrálása. Azután a szélerőművek gyártása, valamint a megtermelt, de adott pillanatban fel nem használt áram tárolása hagyományos erőforrások által gyártott tárolóeszközöket kíván meg.
A szélenergia alkalmazása terén Európa élen jár: a szélerőművek összkapacitása négyszer nagyobb, mint például az Egyesült Államokban, a legnagyobb szélturbinagyártó cégek is európaiak, és komoly fejlesztéseket helyeztek kilátásba.

#### Geotermikus energia

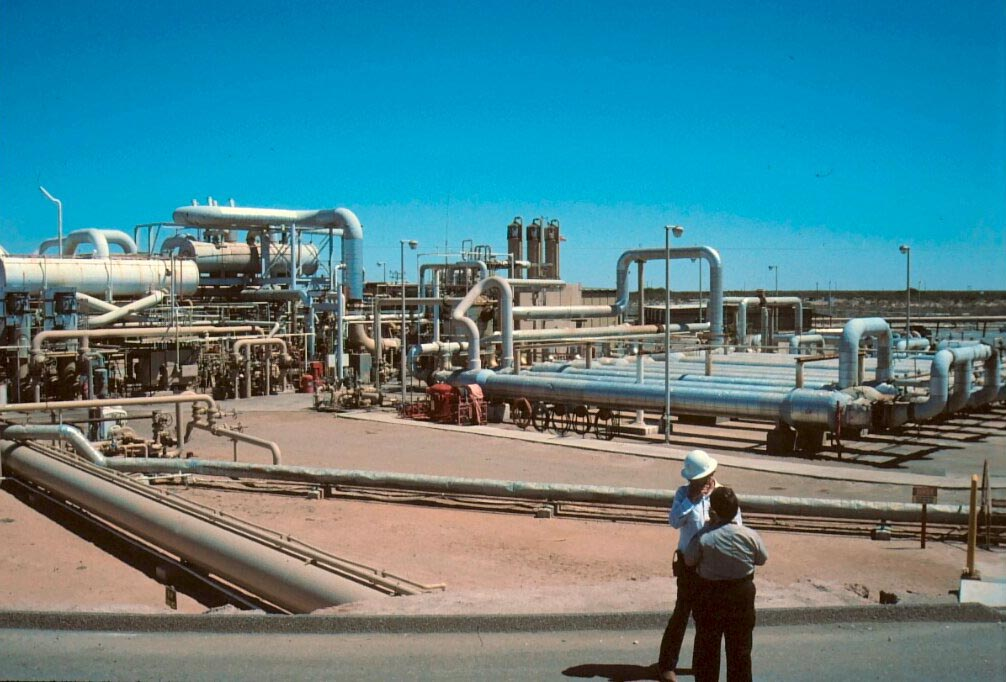
Geotermikus erőmű Kaliforniában

A földkéregben a hőmérséklet befelé haladva egyre növekszik; ezen alapul a földhő hasznosítása, melynek többféle módja is lehetséges:
- Kiemeljük a hőt szállító közeget (termálvíz vagy nagy entalpiájú vízgőz), ezt a hőt hasznosítjuk, majd a lehűlt termálvizet bevezetjük a felszíni vízfolyásokba. Ez ma már korszerűtlen megoldásnak számít, mivel a magyarországi geológiai viszonyok nem túl kedvezőek a termálvíz visszasajtolására, és tekintettel a termálvíz magas sótartalmára, élővizekbe vezetése jelentős só- és hőszennyezést eredményez.
- Egy zárt rendszerben cirkuláltatott folyadékkal a kőzethőmérséklet hőleadását a felszínen hasznosítjuk. Ezt a megoldást hőszivattyúval kombinálva elterjedten alkalmazzák családi házak fűtésére. Tekintettel arra, hogy a rendszernek viszonylag magas a létesítési, viszont alacsony a működtetési költsége, a szükséges berendezések általában állami dotációval szerezhetők be. Ezzel a megoldással a családi közösségek fűtés és melegvíz-ellátás szempontjából önellátóvá válnak, és nincsenek kitéve a távhőellátási rendszerek zavarainak, illetőleg a velük kapcsolatos ármozgásoknak. E megoldás előnye, hogy áramtermelés szempontjából is hasznos, és gyakorlatilag kimeríthetetlen energiaforrásként működtethető.
- A geotermikus hőt hőcsövekkel (heat-pipe) a felszínre szállítjuk, majd a hőenergiát felhasználjuk.

Hazánkban a geotermikus energia felhasználása tűnik az egyik legcélszerűbb megújuló ernergiaforrásnak, azonban mindemellett több probléma is van vele:
- Az ilyen célra hasznosítható hévizeink hőfoka viszonylag alacsony (~100-120 °C), tehát energiatermelésre kevéssé, rossz hatásfokkal használhatóak, persze közösségi (kommunális) hőszolgáltatásra és melegházak fűtésére megfelelnek.
- Durva közelítéssel a vízben oldott anyag mennyisége a víz nyomásával és hőfokával arányos, vagyis ha a hévizet a felszínre hozzuk, akkor azt végig túlnyomással kell keringetni, hogy a vízkő el ne tömje a csöveket.
- A felszínre hozott vizet vissza kell juttatni, különben sok kárt okozunk a talaj vízháztartásában – ez különben EU-előírás is.
- Figyelembe kell vennünk a folyadék-keringetésre használt csövek korrodálását.
- A geotermikus energia hasznosításával a kőzettest lehűl és a hatásfok romlik: a kövek rossz hővezetők. A használat során a hőszivattyút működtető vízkészlet teljesen ki is merül, a visszapótlás dacára és hosszú ideig nem használható újra.
- Az így nyert erőforrás előállításhoz rengeteg háttérszerkezet (infrastruktúra) szükséges, melyek legyártása hagyományos erőforrásokat köt le.

#### Bioetanol

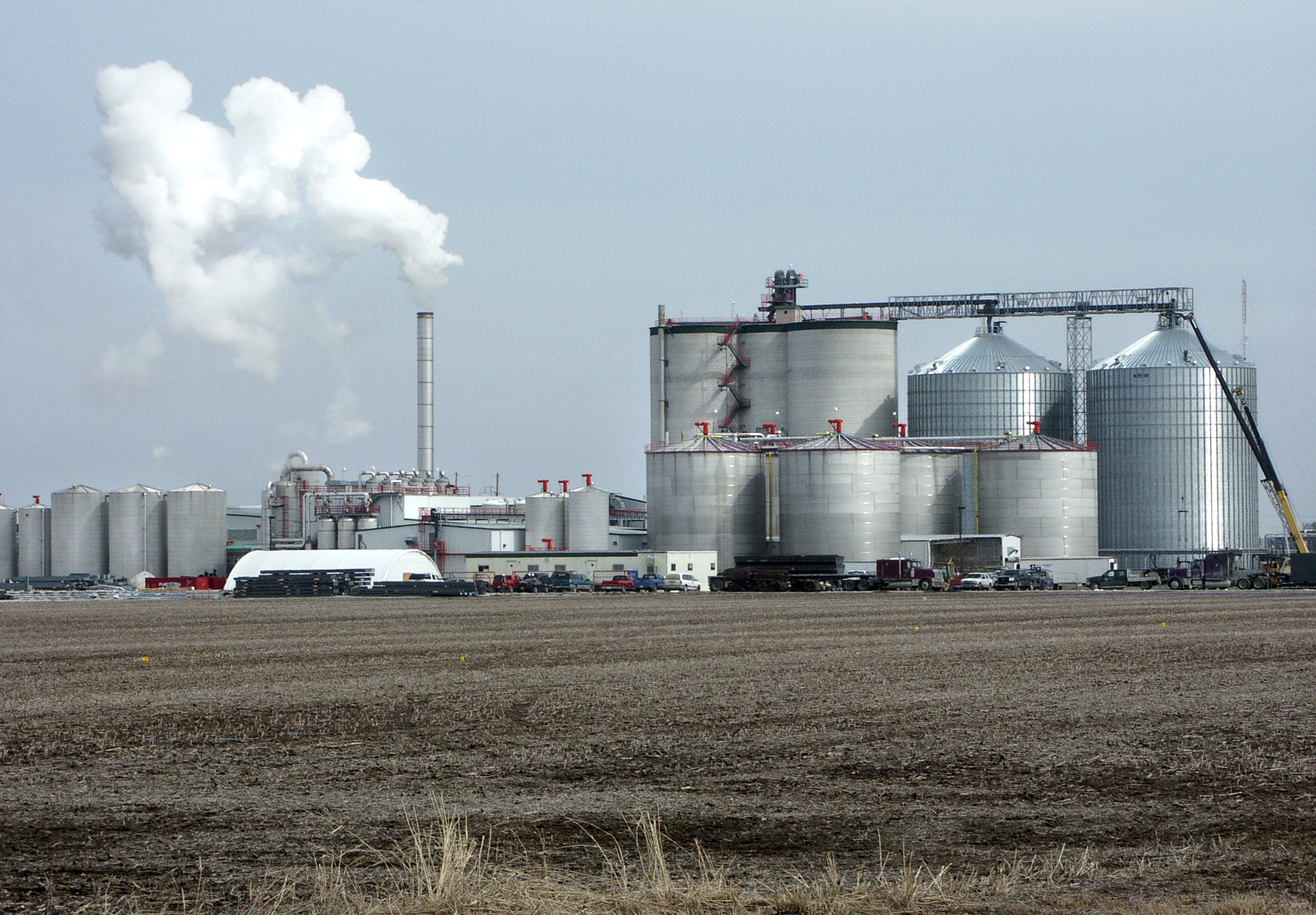
Etanol erőmű West Burlingtonben (Iowa)

Egyes kutatók nagy reményeket fűznek a bioüzemanyagok alkalmazásához, ezért világszerte számos bioüzemanyag-gyártó üzem létesül. Magyarországon is sor kerül a közeljövőben három bioetanol-üzem létesítésére Hajdúnánáson, Marcaliban és Csurgón. Becslések szerint a világ bioetanolfelhasználása 2020-ra eléri a 120 000 millió litert, amivel a hagyományos erőforrásokból származó üzemanyag hozzávetőleg 6%-át lehet majd kiváltani. Magyarország a saját felhasználású üzemanyag 0,4-0,6%-át kiváltani képes gyártási kapacitás létesítését vállalta. Összehasonlítva a szénhidrogén-termelési prognózist a bioüzemanyagok gyártási prognózisával, arra következtethetünk, hogy 2020-ig, még pesszimista szénhidrogén-termelési jóslatok mellett is a bioüzemanyag, amennyiben a piaci igények nem növekednek, ellensúlyozni tudja a szénhidrogén-kitermelés csökkenéséből adódó hiányt. Ez azonban csak olyan feltételek mellett lehetséges, ha a világ üzemanyag iránti kereslete nem nő (ami elég valószínűtlen), és a bioüzemanyag-gyártási kapacitás azonos mértékben növelhető 2020 után is. A bioetanol hasznosításával emellett több probléma is van. Egyrészt a megtérülése alig nagyobb, mint 1:1, másrészt világszerte nagy mennyiségű területek szükségesek az energiaültetvények létesítésére, ami az élelmiszertermelés visszaesését eredményezi. Ez nem csak a Föld gabonatartalékainak csökkenését vonja maga után, hanem az élelmiszerárak gyorsabb növekedését is. Emellett nőnek a takarmányárak is, amik a nagyobb költségek miatt az állattenyésztési termékeknél is árnövekedést okoznak. Magyarországon is bizonytalanságot okoz az, hogy milyen hatással lesz a gabonapiacra a bioetanol-gyártás tervezett fejlesztése. Az új gyárak nagy része 2009-től indul és évi 2,5 millió tonna termény (elsősorban kukorica) feldolgozását célozzák meg.

#### Napenergia

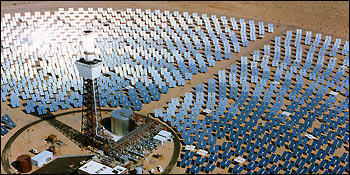
Solar 2 kísérleti napkollektor

A napenergia hasznosítása – a bőséges kínálattal jelentkező piacon is megtalálható – napkollektorok illetve napelemek segítségével valósítható meg. Ez az alternatív technológia is fejlesztést igényel, ami a hatásfok növelésére irányulna. A napelemek tömeges alkalmazásának ma egyetlen gátja van, az ár. Egy napkollektoros fűtési rendszer létesítése olyan nagyságú beruházási összeget jelent, még egy családi ház esetében is, hogy megtérülése csak évtizedek múlva esedékes. Ezért itt sem várható áttörés állami segítség nélkül. A napenergia erőművi hasznosításához szintén további fejlesztések szükségesek.
A ma ismert technológiákkal a világ elektromosáram-igényét fedezné egy kb. 220 000 km²-es terület lefedése napelemekkel, ami nagyjából egy 470 km oldalú négyzetnyi területet jelentene. A napelemek iparszerű gyártása (nyolcvanas évek eleje) óta a napjainkig előállított összes cella becsült területe hozzávetőleg 30 km². Emellett túl magas a szilíciumból készülő cellák gyártási költsége, 2006-ban már piaci hiány mutatkozott a legfontosabb alapanyag, az egykristály szilícium terén. A napenergia közvetlen hasznosítását akadályozza még az időszakos jellege (csak megfelelő napszakban, megfelelő időjárás mellett számolhatunk energiatermeléssel). Jelenleg nincs erre gazdaságos megoldás; elvben óriási tárolókapacitásokat kellene kiépíteni, vagy az egész földgolyón átívelő elektromos hálózattal kéne összekötni a sötét és napos féltekét.

#### Víz
Vízerőművek már régóta működnek a világon, ezek azonban gyakorlatilag csak a víz helyzeti energiáját hasznosítják. Egyelőre a Föld összes folyójának minden esését kihasználva sem oldható meg az áramtermelés kiváltása csupán vízerőművek segítségével, ám sokak által támogatott megoldásról van szó, hisz a vízerőművek ránézésre környezetbarátnak foghatók fel.
Ugyanakkor természetesen a gátak által felduzzasztott víztükör két szempontból sem környezetbarát. Egyrészt átrendezi a gát mögötti élőrendszert (bioszférát), másrészt az elárasztott területen eredetileg élt növényzet víz alá kerülése végül olyan nagy mennyiségű szén-dioxidot bocsát ki, mely összevethető azzal a mennyiséggel, mely akkor szabadulna fel, ha az erőmű által termelt áram egyéb – ősmaradványi erőforrások – úton készülne.

#### Hidrogén
Az EV Magazine egy felméréséből kiderül, hogy a rendkívül drága üzemanyagcellák várható élettartama csupán 200 üzemórára tehető. További probléma vele, hogy a kereskedelmi forgalomban lévő hidrogén földgázból készül, ez annyit jelent, hogy összességében jobban járunk, ha közvetlenül a földgázt használjuk üzemanyagul, mert a szén-dioxid kibocsátás ekkor kisebb.
Az üzemanyagcellák egyelőre éppen képesek arra, hogy egy személykocsit hajtsanak, a legjobbnak a területen a Ballard hidrogéncellái, ám a várt áttörést ezek sem hozták meg. Érdemes meggondolni, hogy míg egy kilogramm benzin alig több mint egy liter térfogatú és szobahőmérsékleten folyékony, addig ugyanennyi tömegű hidrogén 24,5 m³ térfogatot tölt ki. Emiatt a benzint könnyebb tárolni, szállítani és értékesíteni. A szállításhoz a hidrogént hűteni és cseppfolyósítani kell. Üzemanyagként csak erősen koncentrált állapotban használható, vagy magas nyomás alatt, vagy mélyhűtött folyadékként, amihez újfajta üzemanyagtartályt kéne bevezetni. Problémát jelent még, hogy megfelelő méretű üzemanyagcellákat gyártsunk, amelyek elférnek egy személygépkocsiban. Továbbá a benzinkutakat át kellene alakítani speciális adagoló készülékekkel és szelepekkel, amelyekkel biztonságosan és hatékonyan lehetne kezelni a hidrogént. Összességében a kezelési költségek növekedését nem ellensúlyozza, hogy a hidrogén hatékonyabb, mert 1 kg hidrogén csak háromszor hatékonyabb, mint 1 kg benzin. A hidrogénnél még az etanol és metanol is olcsóbb, és mivel mindkettő természetes állapotában folyékony, ezért könnyebben kezelhető. Ha eltekintünk attól, hogy mennyire költséges a hidrogén előállítása és szállítása, akkor egy mozdony vagy teherhajó már költségkímélő megoldás lehet.

### Olajkutatás
A kőolajkészletek kimerülésével ill. az ezzel párhuzamos olajár-emelkedés következtében előtérbe kerülhetnek a nehezen kitermelhető kőolajforrások, az olajhomok és az olajpala. Bár ezek megtérülése 2:1, ami a könnyen kitermelhető kőolajhoz képest kicsi. Mennyiségüket tekintve pedig nem mérhetőek össze a könnyen kitermelhető kőolajjal.

### Földgáz
A földgáz – hasonlóan a kőolajhoz – egy az ősmaradványi erőforrások közül, azaz véges. A német EWG csoport adataialapján tetőzése 2020 környékére tehető, azaz nem hosszútávú megoldás. A földgázmezők kimerülése – ellentétben a kőolajmezőkkel – nagyon gyors folyamat. A fúrások eredményeiből megállapítható, hogy a földgázkészletek kimerülése jelenleg Észak-Amerikában okoz nagy gondot. 2002 óta az USA gáztermelése évről évre csökken. A helyzetet nehezíti, hogy Kanada USA-ba való gázexportja csak kis mértékben és rövid ideig növelhető. Ráadásul Mexikó USA-tól vásárol nagy mennyiségben földgázt. Emiatt két év alatt a földgáz ára USA-ban az ötszörösére nőtt. Ezzel együtt a földgázt felhasználó, nitrogén műtrágyát előállító üzemek jó része, és néhány vegyipari gyár is leállt. Emiatt USA több termék és a műtrágya behozatalára szorult. Ez és más földgázt felhasználó tevékenység költségesebbé válása miatt a mezőgazdasági termékeinek ára jelentősen emelkedni kezdett, és versenyképességük csökkent. A földgáz árának későbbi kisebb mértékű esését (ami átmeneti jelenség) több gázt fogyasztó üzem leállása váltotta ki.

### Kőszén

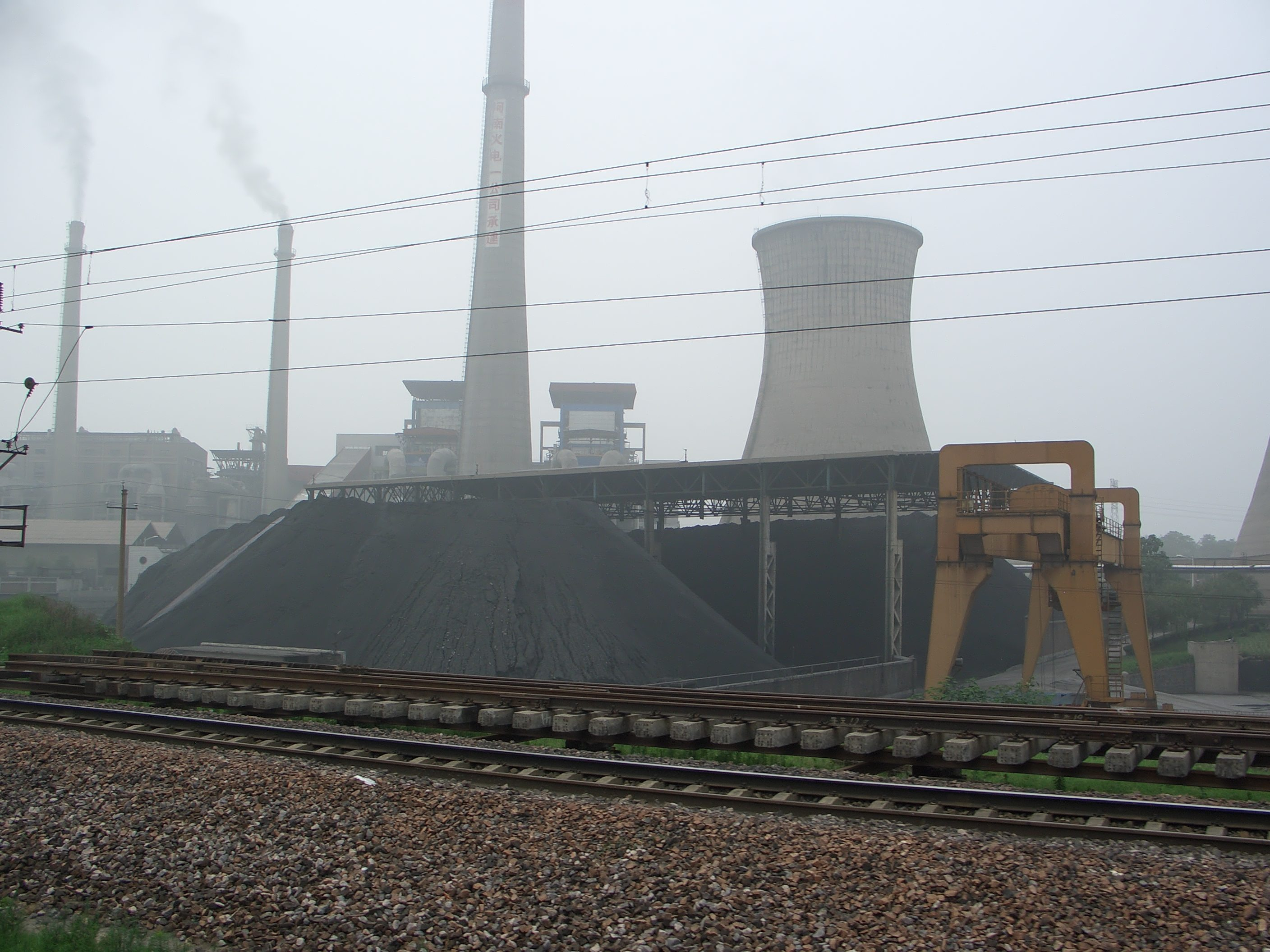
Széntüzelésű erőmű Kínában

A Föld szénkészletei az EWG jelentése szerint 2030-ig elegendőek. A jövőbeli szénhasznosítás esetében tervezik az. ún. tiszta szén technológia bevezetését. Ennek során a szenet elgázosítják, majd a szénből nyert gázokat szeparálják, frakciónként használják fel. Ez a technológia már régóta ismert, a második világháborúban a német hadsereg számára a szén elgázosítása révén gyártottak benzint. A kőolajárak rohamos növekedésével ez a technológia még hagyományos szénbányászati kitermelési módszerek alkalmazása mellett is hamarosan versenyképessé válhat. Ha azonban a szén kitermelési technológiáján változtatunk, és hidromonitoros jövesztéssel, vagy az in situ állapotú széntest elgázosításával jutunk a kívánt termékhez, ez a megoldás, költségeit tekintve, ma is versenyképes a szénhidrogénárakkal. Az elgázosítási megoldás mellett szól, hogy az igényeknek megfelelően szabályozható, nem jár a külszín megbolygatásával, és nem okoz a felszínen később rekultiválandó tájsebeket. A szakemberek nagy hangsúlyt fektetnek a jelenleg is szinte korlátlan mennyiségű kőszénkészlet „tiszta” kitermelési technológiájának kifejlesztésére és ipari alkalmazása bevezetésére.

### Hibrid hajtású járművek
A hibrid hajtású járművek általában egy hagyományos és egy villamos motorral is bírnak, és a kettő között váltogat üzem közben egy fedélzeti számítógép. Való igaz, hogy városi üzemben benzintakarékosabb a villanymotor, aminek az akkumulátorát egyébként a fékezéskor tölti fel a kocsi, és nincs károsanyag-kibocsátás sem, ugyankkor nagy hátrányok is előkerülnek.
Az ilyen járművek gyártása során újabb technológia szükséges, és az ilyenkor felszabaduló károsanyag-kibocsátás több, mint amit megspórolunk a jármű üzeme közben.

### Atomenergia
A világ uránkészletei – szemben az ősmaradványi tüzelőanyagokkal (fosszilis tüzelőanyagokkal) – hosszabb távra elegendőek, az EWG jelentése szerint az urán tetőzése 2020-ra várható. (Bár léteznek elképzelések az urán helyettesítésére, például a sokkal gyakoribb tórium-232 izotóp alkalmazása, de az ilyen reaktorok létesítése még nem több egy jövőbeli tervnél.) Az atomenergia hátránya, hogy az alkalmazásával szemben jelentős lakossági ellenállás nyilvánul meg, így az atomerőművek létesítését több évtizedekig elhúzódó tárgyalások előzhetik meg. Ennek oka, a katonai felhasználás lehetősége mellett, főként abban keresendő, hogy bár az atomerőművek nagyon olcsón szolgáltatják a villamos energiát, ma még nem ismeretes olyan technológia, amely lehetőséget adna az atomerőművek működésével és megszüntetésével járó hulladékok és bontási anyagok sugárzásmentesítésére. Ugyanakkor kétségtelen, hogy a nukleáris energia sokkal biztonságosabb energiaforrást jelent az ősmaradványi (fosszilis) energiahordozóknál. Teller Ede a halála előtt pár évvel egy ilyen technológia kifejlesztését húsz-huszonöt éven belül jósolta. Függetlenül attól, hogy az emberiség 2020–2025 táján rendelkezni fog-e ilyen technológiával, a radioaktív hulladékok kezelése és tárolókban való elhelyezése addig is jelentős költséggel jár, ráadásul minden országnak saját magának kell megoldani a tárolást, szigorú nemzetközi előírások betartása mellett. A nukleáris energia komoly hátránya azonban, hogy jelentős mennyiségű hagyományos erőforrást köt le.
Továbbá a jelenlegi uránkészletek nem elegendőek ahhoz, hogy kiváltsák az áram termelésében a fogyatkozó ősmaradványi erőforrások helyét. Ha a jelenleg üzemelő erőművek uránigényét vesszük alapul, azok akkor sem működhetnek tovább, mint 50-60 év a jelenlegi uránkészletek mellett. Ha pedig sokkal nagyobb részarányt szánunk az atomenergiának, akkor a még kezelhető árú készletek (150 $/kg) néhány éven belül kifogynak.
Egyesek szerint a megoldást az ún. tenyésztőreaktorok üzembe helyezése orvosolja majd. Ezekben az egyébként nem hasznos 238-as urán 239-es plutóniummá alakul át, mely képes hasadni. Mivel a természetes urán 99,3%-a 238-as urán, ez a módszer lényegében megszázszorozná a készleteket. Azonban a 4 kísérletező ország (USA, Franciaország, Oroszország, Japán) egyike sem volt képes működő reaktorral előállni, mely hosszú távon üzembiztos lenne. Az atomenergia alkalmazása jelenleg ott tart, hogy 443 energiatermelő reaktor a globális villamosenergia-szükséglet mintegy 16%-át biztosítja (~ 3700 GW), ezt a kapacitást az EIA szerint 2030-ra nagyjából 50%-kal tervezik bővíteni.

### Magfúzió
Az ITER-ben (International Thermonuclear Reactor – Nemzetközi Termonukleáris Reaktor) folyó nukleáris kutatások még csak kísérleti stádiumban vannak, 2010-re tervezik üzembe helyezni. A magfúzió kivitelezéséhez extrém fizikai körülmények (108 K-es magas hőmérséklet és nyomás) szükségesek, amelyek biztosítása hagyományos erőforrásokat köt le. A fúziós energiatermelés csak egy szűk hőmérsékleti tartományon belül energianyereséges, ennek az állandó hőmérsékletnek a hosszú ideig történő biztosítása komoly technikai nehézségekbe ütközik.

## Lásd még
| Jövőkutatás - Fenntartható fejlődés - Olduvai elmélet - Technológiai szingularitás - World energy resources and consumption Gazdaság - Barátság kőolajvezeték - MOL Magyar Olaj- és Gázipari Nyrt. - OPEC - Szénhidrogén-bányászat Magyarországon | Technológia - Energiamérleg - Energiafejlesztés - Fosszilis tüzelőanyag - Megújuló energiaforrások Egyéb - Energiabiztonság - M. King Hubbert - Túlnépesedés - Zöld forradalom |

## További irodalom
- Jeremy Legget: A fele elfogyott – Olaj, gáz, forró levegő és a globális energiaválság, Typotex, Budapest, 2008, ISBN 978-963-9664-87-6